# Mario Mosquera
Mario Mosquera Ruiz (Ovalle, 21 de enero de 1928-Santiago, 28 de marzo de 2010) fue un abogado, académico y dirigente deportivo (expresidente de la ANFP en el periodo 1999-2001). Ingreso a  la carrera de  derecho en la Universidad de Chile  entre 1945 y 1949 (ambos años inclusive), titulándose como abogado el 5 de enero de 1951. Fue profesor de Derecho Procesal en la Facultad de Derecho de la Universidad  de Chile. Electro tres veces  decano de dicha casa de estudios, en su tercer decanato culminó anticipadamente en abril de 1997, cuando renunció voluntariamente. Recibió la distinción de Profesor Emérito por la Universidad de Chile el 6 de enero  de 2010 como reconocimiento a los años de trabajo y entrega en la formación académica.
Entre los años 1969 - 1970, fue presidente del directorio de Televisión Nacional de Chile (TVN), también  fiscal de Codelco en 1970,  juez del Tribunal Administrativo del Banco Interamericano de Desarrollo (BID)  desde 1995 a 1997, y reelecto en 1998 por un período de tres años, fue presidente de dicho tribuna en el año 2000.  En los años 1997 y 2003 ejerció como abogado integrante de la Corte Suprema y Fue presidente de dicho Tribunal durante 2000.

## Biografía
Realizó sus estudios secundarios en el Instituto Nacional General José Miguel Carrera. Posteriormente estudió Derecho en la Universidad de Chile, titulándose como abogado el 5 de enero de 1951. La memoria que escribió para poder licenciarse, titulada La inflación, obtuvo el premio Claudio Planet Lavín a la mejor memoria de ciencias económicas.
Fue fiscal de Codelco  en el año 1970 y presidente del directorio de Televisión Nacional de Chile (TVN) entre 1969 y 1970. También se desempeñó como dirigente futbolístico, siendo presidente del Club de Fútbol Profesional de la Universidad de Chile entre 1989 y 1991, y presidente de la Asociación Nacional de Fútbol Profesional entre 1999 y 2001.
Fue abogado integrante de la Corte Suprema entre 1997 y 2003. El 6 de enero de 2010 recibió el título de "Profesor Emérito" de la Facultad de Derecho de la Universidad de Chile. Semanas más tarde, el 28 de marzo, fallecería en su residencia en Santiago tras una larga enfermedad.

## Carrera  académica
Entre 1961 y 1999 fue profesor de Derecho Procesal de la Facultad de Derecho de la Universidad de Chile, en la que ostentó el cargo de decano en tres períodos: 1986-1987, 1990-1994. Fue reelegido para el período 1994-1998; sin embargo, renunció antes, el 1 de abril de 1997. Desde el año 1961 se desataco su gran  vocación académica y su legado en la formación  de numerosas generaciones de abogados  durante más de 47 años que ejerció la docencia en dicha casa de estudios.
En emotivas palabras en el año 2010 tras recibir el  título de "Profesor Emérito"  el profesor Mosquera sostuvo que le resultaba "un gratísimo honor el que se le confería" y que consideraba esta distinción como "la culminación de una larga jornada en pro de la Universidad que todo le dio".
Escribió diversas obras de estudio (libros, artículo de revista, etc.), en el área del derecho procesal y otras, que a la fecha ( 2025) son reconocidas por el aporte y contribución en dichas materias. 

## Obras
- Los recursos procesales (2010), junto con Cristián Maturana M.
- Breves nociones acerca de la cosa juzgada ( 1991),  junto a Cristián Maturana M.